# Hans Fróði Hansen
Hans Fróði Hansen (Leirvík, 25 agosto 1975) è un allenatore di calcio ed ex calciatore faroese, di ruolo difensore.

## Carriera

### Club
Hansen cominciò la carriera con le maglie di LÍF Leirvík, B68 Toftir e HB Tórshavn. Passò poi ai norvegesi del Sogndal, all'epoca militanti nella 1. divisjon, per cui debuttò il 18 giugno 2000, subentrando ad André Herfindal nella vittoria per 2-5 sul campo dello HamKam.
Tornò poi in patria, per giocare ancora al B68 Toftir. Dopo le esperienze al Fram Reykjavík e al Breiðablik, rientrò al LÍF Leirvík. Le sue successive squadre furono Víkingur Gøta e TB Tvøroyri.

### Nazionale
Tra il 1996 e il 2005, giocò 27 partite per la Fær Øer, con una rete all'attivo. Realizzò questa marcatura nel 1999, nel pareggio per 1-1 contro la Scozia.